# Dharamsala
Dharamsala (del hindi: धर्मशाला) es una ciudad del norte de la India ubicada en el distrito de Kangra, del estado Himachal Pradesh. Residencia del decimocuarto dalái lama, Tenzin Gyatso, exiliado del Tíbet.

## Etimología
En hindi, la palabra dharamshala se refiere a un refugio o casa de descanso para los peregrinos espirituales. Tradicionalmente, los dharamshalas (casas de descanso para los peregrinos) se construyeron cerca de lugares de peregrinación, a menudo situados en zonas remotas, para que sirvieran de refugio y lugar de descanso a los visitantes. Para la religión budista un dharmasala es también un lugar para mantener debates, conversar y predicar sermones.  

## Historia
El budismo es la tradición filosófica  predominante en la región. En el siglo VII, se contaban 50 monasterios dentro del valle que, ahora, aloja cerca de 2000 monjes. La llegada del brahmanismo (rama del hinduismo) y el islam a la India limitaron la expansión del budismo.
Los ingleses se anexionaron la zona en 1848. En 1866, la Infantería Ligera Gurkha es instalada en la región. Es el batallón origen del famoso regimiento Gurkha, los más fieros soldados británicos. El 21 Regimiento Gurkha de Dharamsala protagonizó grandes hazañas durante la Primera Guerra Mundial y en las campañas de la Frontera Noroeste. El acuartelamiento Gurkha llegó a su apogeo durante la Segunda Guerra Mundial, cuando los batallones de Dharamshala hicieron historia.
El segundo Lord Elgin, virrey de la India murió aquí, en 1863, y está enterrado en el cementerio de St. John in the Wilderness, una pequeña iglesia anglicana reseñable por sus vidrieras. En 1852 Dharamshala se convirtió en la capital del valle de Kangra, y en una popular estación de montaña para los británicos, un respiro fresco durante los calurosos meses de verano, la capital estival oficiosa en vez de Delhi. Su suerte cambió con el terremoto de 1905 que destruyó la mayor parte de las construcciones y causó cerca de 20.000 muertes en la región. Los británicos optaron desde entonces por una nueva residencia, Shimla, en el Himachal Pradesh. Dharamsala, se encuentra en una zona sísmica y que sufre frecuentes temblores de tierra.

## Refugiados tibetanos en McLeod Ganj
Cuando el decimocuarto dalái lama, Tenzin Gyatso, abandona el Tíbet, el Primer ministro indio Jawaharlal Nehru le autoriza, junto con sus acompañantes y seguidores, a establecer un Gobierno tibetano en el exilio en Dharamsala en 1960. A continuación, varios millares de refugiados tibetanos se establecieron en la ciudad. La mayor parte de ellos residen en la parte alta de Dharamsala (McLeod Ganj), donde han establecido monasterios, templos y escuelas. La ciudad se conoce como la "pequeña Lhasa", en referencia a la capital tibetana. Dharamsala se ha convertido en un destino turístico importante, con numerosos hoteles y restaurantes.
La Administración Central Tibetana o Gobierno tibetano en el exilio tiene su sede en Gangchen Kyishong (situada entre Dharamsala y McLeod Ganj). Alrededor de 150 000 tibetanos han huido del Tíbet para escapar de la persecución religiosa y política de la potencia ocupante, China. Todos los años, cerca de 3000 tibetanos huyen durante el invierno, a través de las montañas del Himalaya para llegar a Nepal o a Sikkim. Unos 10 000 de ellos viven regularmente en McLeod Ganj.
En 1961, el dalái lama vuelve a fundar en Dharamsala el Instituto de medicina y astrología tibetano. Ahí se enseña y desarrolla actualmente la medicina tibetana. El Instituto Chakpori de medicina tibetana, reabierto en Darjeeling en la India, forma también médicos tibetanos.
Dharamsala es también la sede de las asociaciones de los tibetanos en exilio, que trabajan por la independencia del Tíbet y por el respeto de los derechos humanos en Tíbet, ocupado y bajo la jurisdicción de la República Popular China.

## Geografía y demografía

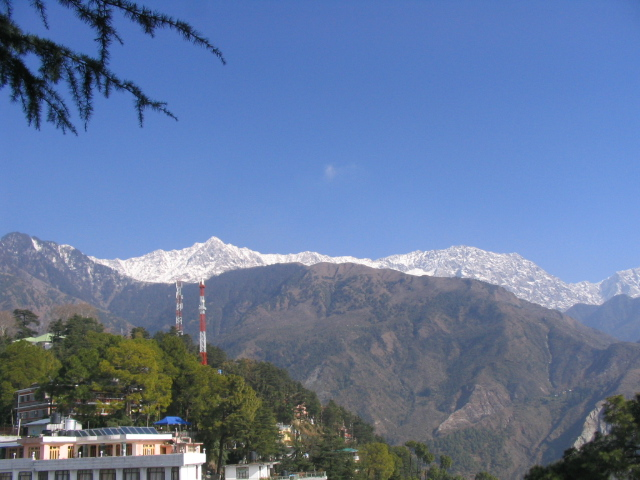
La montaña Dhauladhar de 5 791 metros de altura.

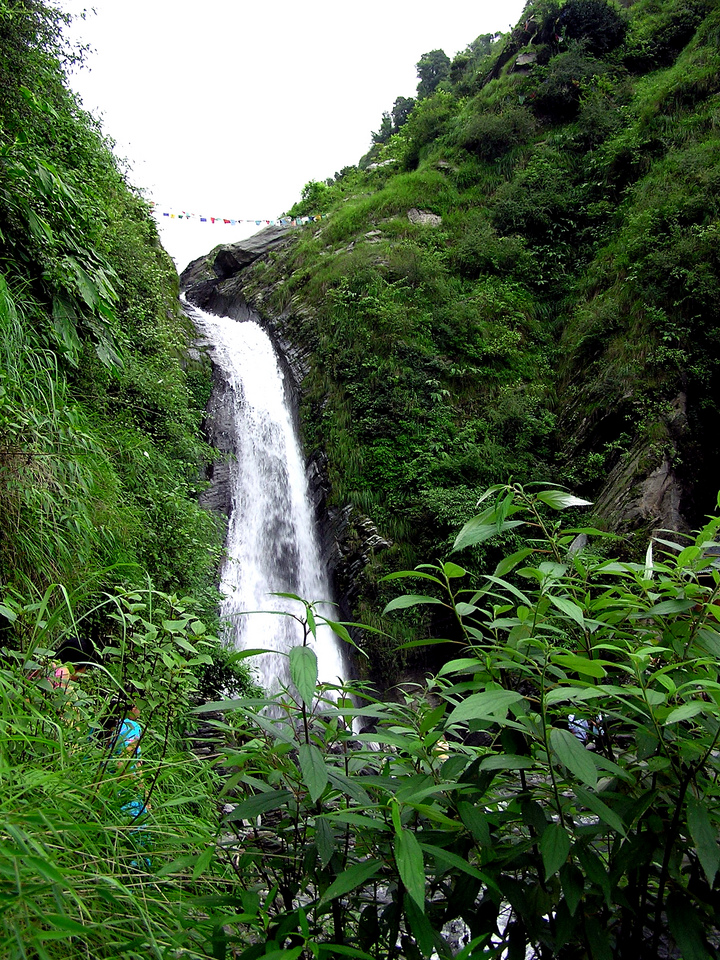
Cascada Bhagsu, McLeod Ganj, Dharamsala

La altura media sobre el nivel del mar es de 1457 metros (4780 pies). Se extiende por 29.51 km² de superficie. Dharamsala está en las inmediaciones de las montañas Dhauladhar.
En la ciudad se distingue el Kotwali Bazar y los mercados próximos, conocidos como "Baja Dharamshala" o simplemente "Dharamshala", la parte más poblada; y, más arriba, en la montaña, la zona de McleodGanj; y, entremedias, el pueblo de Gangchen Kyishong, residencia del gobierno tibetano en el exilio. Una carretera estrecha y empinada conecta McleodGanj con Dharamshala y sólo se puede acceder con taxis y coches pequeños; una carretera más larga serpentea alrededor del valle para uso de autobuses y camiones. En McleodGanj abundan los pinos, el cedro del Himalaya y el rododendro. El arroz, el trigo y el té se cultivan en las terrazas, al sur de la ciudad.
Según el censo de 2011 la población de Dharmsala era de 30764 habitantes, de los cuales 17493 eran hombres y 19124 eran mujeres. Dharmsala tiene una tasa media de alfabetización del 86,75%, superior a la media estatal del 82,80%. 
Las lenguas habituales son el hindi, el Himachali, y el tibetano, así como el inglés en la administración.

## Clima

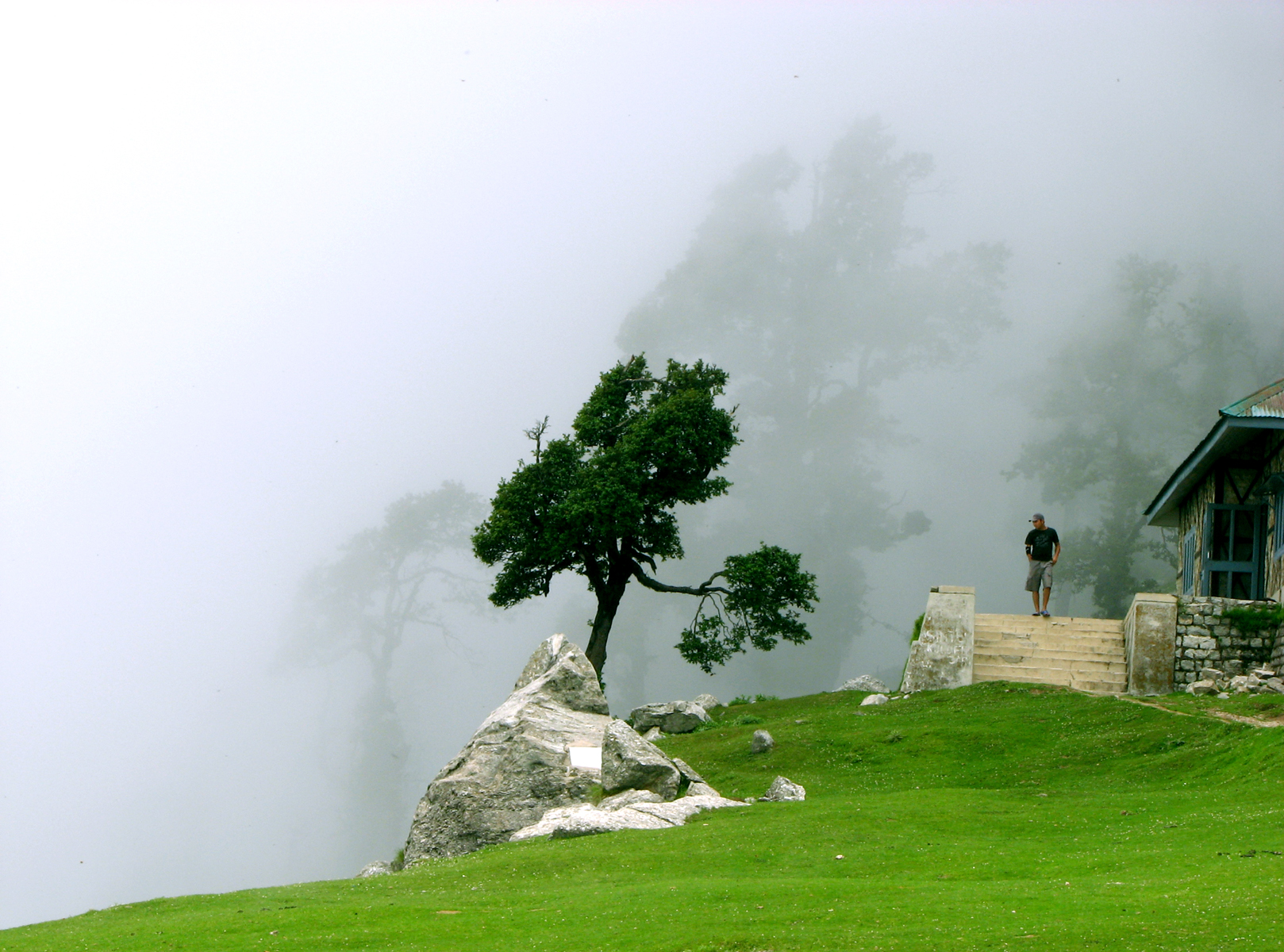
Cloudy Triund, sobre Mcleod Ganj, Himachal Pradesh

Dharamshala está en un entorno de clima monzónico, húmedo subtropical clasificado como (Cwa). El verano llega en abril y en junio se alcanzan temperaturas de 36 °C. De julio a septiembre es la estación del monzón, cuando caen la mayor parte de los 3000 mm de precipitaciones media anual. El otoño va de octubre a fines de noviembre y la media de temperatura es de 16–17 °C. El invierno empieza en diciembre y dura hasta fines de febrero, y la nieve y aguanieve son frecuentes en el alto Dharamshala (que incluye McLeodganj, Bhagsu Nag y Naddi). El bajo Dharamsala recibe poca precipitación sólida, pero si granizo. Marzo-abril es la corta primavera.
| Parámetros climáticos promedio de Dharamsala                             | Parámetros climáticos promedio de Dharamsala | Parámetros climáticos promedio de Dharamsala | Parámetros climáticos promedio de Dharamsala | Parámetros climáticos promedio de Dharamsala | Parámetros climáticos promedio de Dharamsala | Parámetros climáticos promedio de Dharamsala | Parámetros climáticos promedio de Dharamsala | Parámetros climáticos promedio de Dharamsala | Parámetros climáticos promedio de Dharamsala | Parámetros climáticos promedio de Dharamsala | Parámetros climáticos promedio de Dharamsala | Parámetros climáticos promedio de Dharamsala | Parámetros climáticos promedio de Dharamsala |
| Mes                                                                      | Ene.                                         | Feb.                                         | Mar.                                         | Abr.                                         | May.                                         | Jun.                                         | Jul.                                         | Ago.                                         | Sep.                                         | Oct.                                         | Nov.                                         | Dic.                                         | Anual                                        |
| ------------------------------------------------------------------------ | -------------------------------------------- | -------------------------------------------- | -------------------------------------------- | -------------------------------------------- | -------------------------------------------- | -------------------------------------------- | -------------------------------------------- | -------------------------------------------- | -------------------------------------------- | -------------------------------------------- | -------------------------------------------- | -------------------------------------------- | -------------------------------------------- |
| Temp. máx. abs. (°C)                                                     | 23.1                                         | 28.0                                         | 31.4                                         | 35.3                                         | 38.6                                         | 38.3                                         | 35.3                                         | 31.5                                         | 30.6                                         | 30.5                                         | 26.6                                         | 22.9                                         | 38.6                                         |
| Temp. máx. media (°C)                                                    | 14.5                                         | 16.6                                         | 21.1                                         | 26.2                                         | 30.5                                         | 31.4                                         | 27.2                                         | 26.3                                         | 26.3                                         | 24.8                                         | 20.7                                         | 16.7                                         | 23.5                                         |
| Temp. mín. media (°C)                                                    | 5.9                                          | 7.7                                          | 11.8                                         | 16.3                                         | 20.1                                         | 21.8                                         | 20.7                                         | 20.2                                         | 18.7                                         | 15.3                                         | 10.7                                         | 7.4                                          | 14.7                                         |
| Temp. mín. abs. (°C)                                                     | -1.9                                         | -1.6                                         | 2.4                                          | 7.3                                          | 8.8                                          | 12.8                                         | 15.4                                         | 16.0                                         | 11.2                                         | 8.0                                          | 4.8                                          | -1.0                                         | -1.9                                         |
| Precipitación total (mm)                                                 | 114.5                                        | 100.7                                        | 98.8                                         | 48.6                                         | 59.1                                         | 202.7                                        | 959.7                                        | 909.2                                        | 404.8                                        | 66.3                                         | 16.7                                         | 54.0                                         | 3054.4                                       |
| Días de lluvias (≥ 1 mm)                                                 | 6.1                                          | 5.4                                          | 5.8                                          | 4.0                                          | 4.6                                          | 9.3                                          | 22.0                                         | 22.2                                         | 12.8                                         | 3.1                                          | 1.2                                          | 2.9                                          | 99.4                                         |
| Fuente: India Meteorological Department (record high and low up to 2010) |                                              |                                              |                                              |                                              |                                              |                                              |                                              |                                              |                                              |                                              |                                              |                                              |                                              |

## Galería

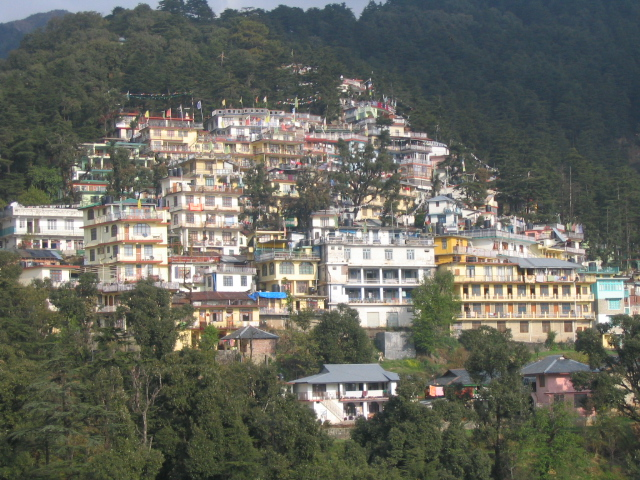
Habitaciones de McLeod Ganj
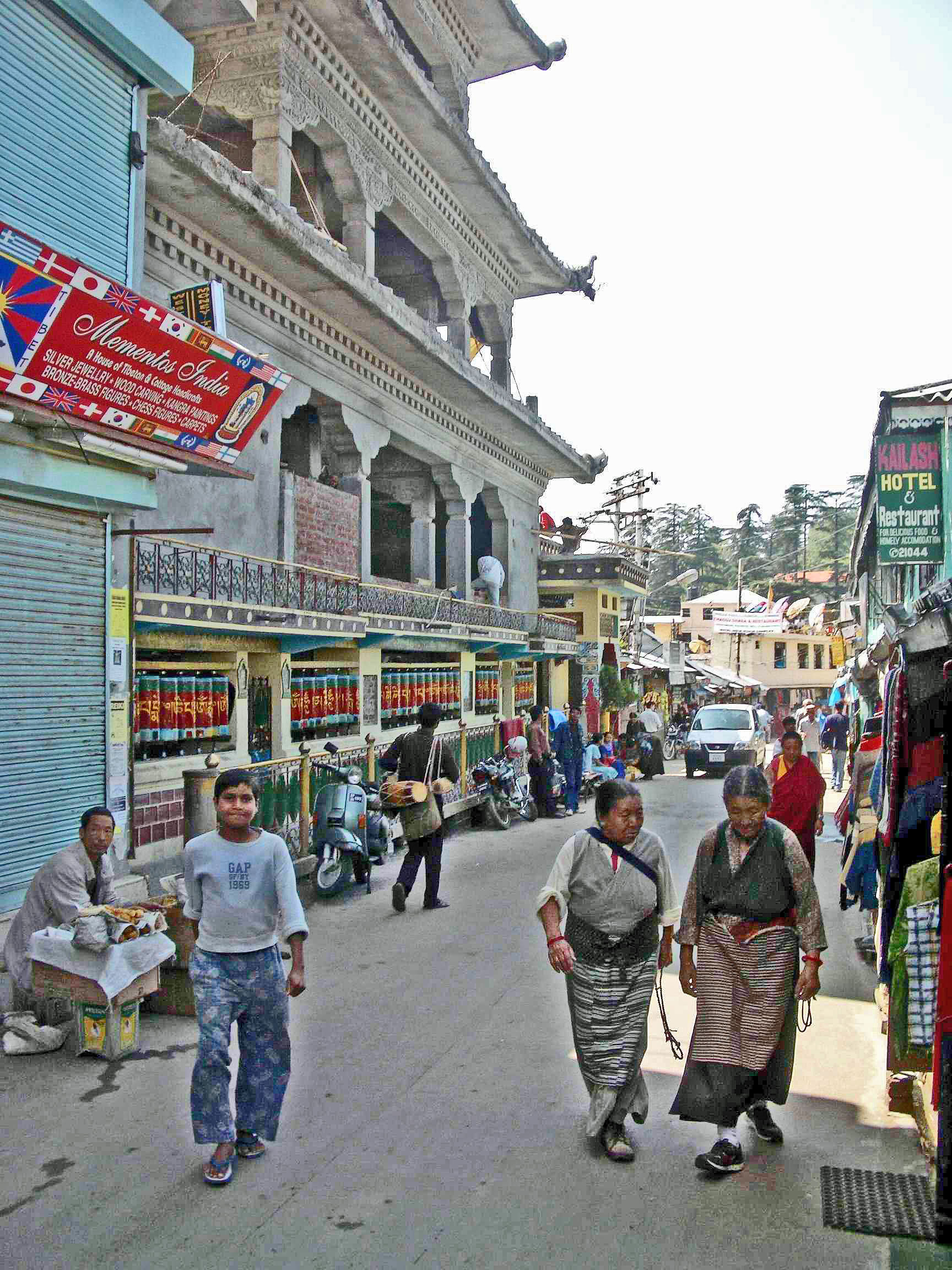
Calle principal de McLeod Ganj
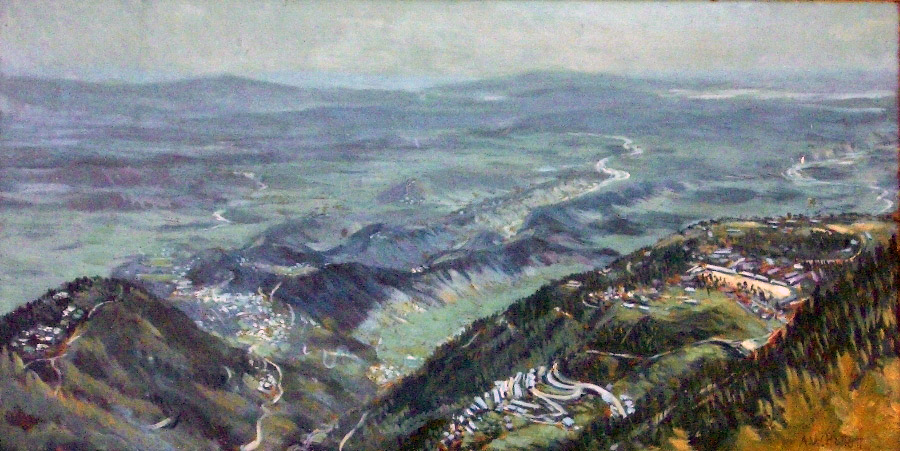
Vista desde Dharamkot: McLeod Ganj, Dharamsala Bajo y el río Beas
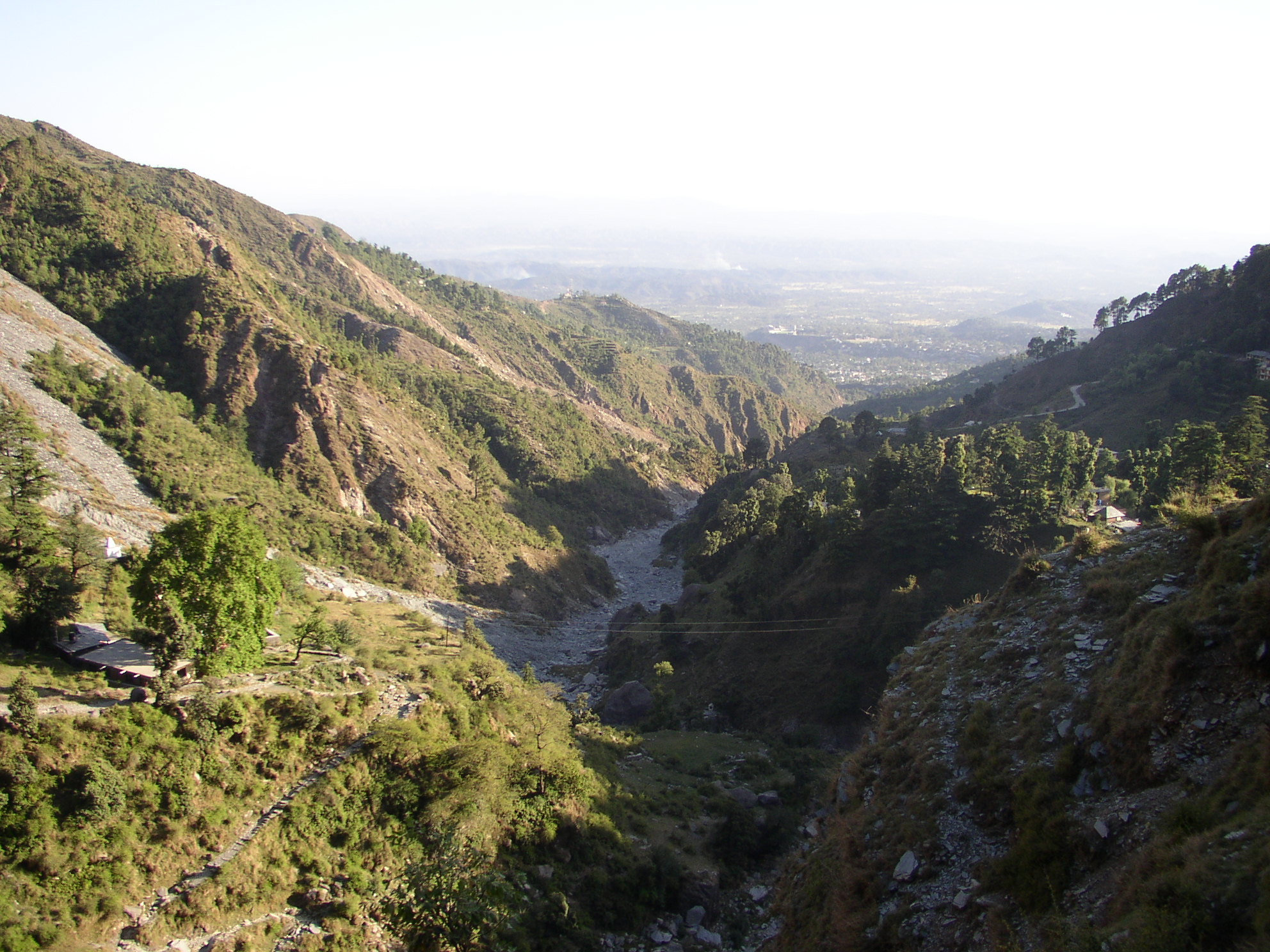
Vista a las afueras del valle en Dharamsala
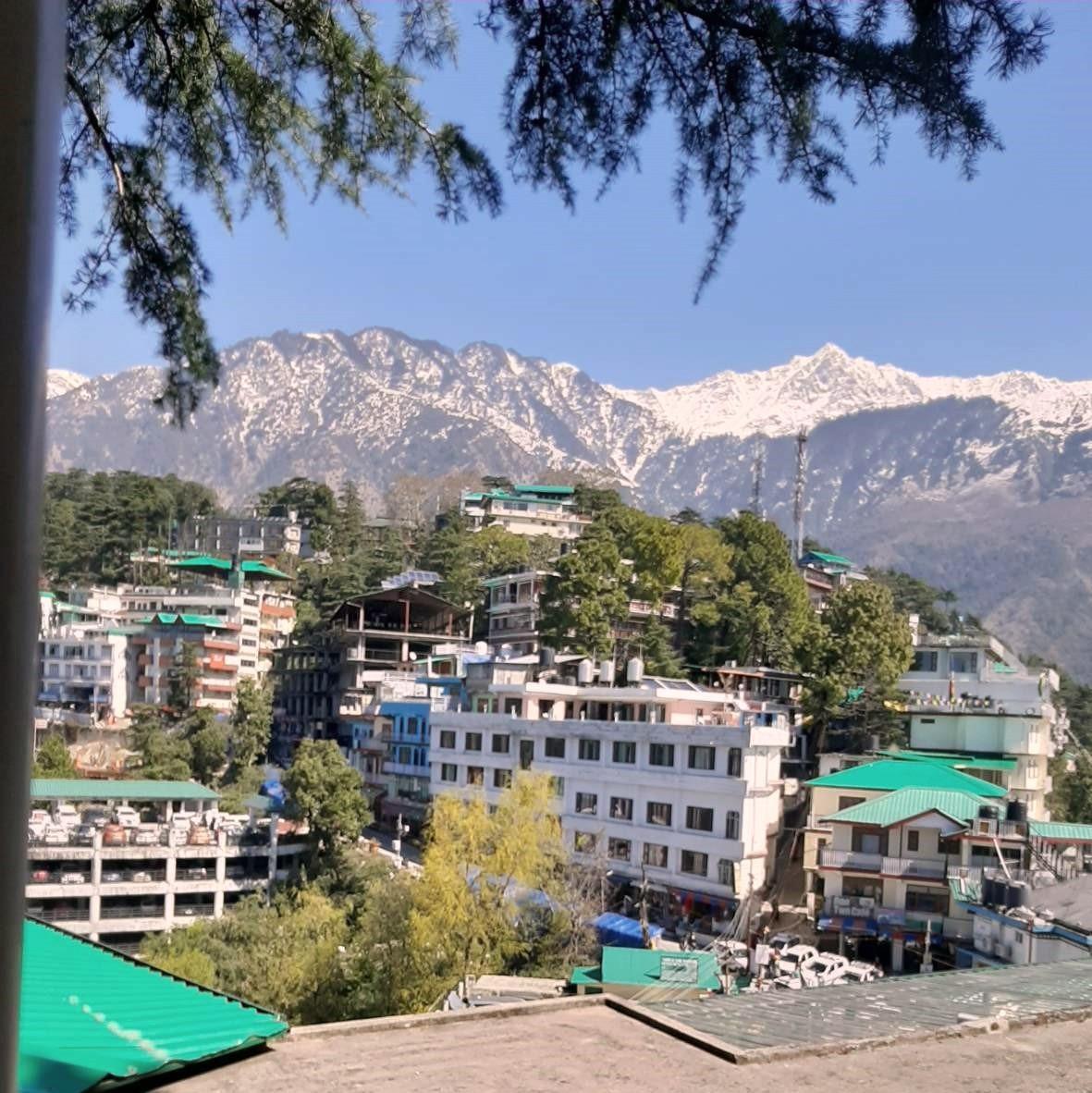
Barrios residenciales de la ciudad en el fondo del Himalaya.